# Tyrannochthonius torodei
Tyrannochthonius torodei är en spindeldjursart som beskrevs av William B. Muchmore 1996. Tyrannochthonius torodei ingår i släktet Tyrannochthonius och familjen käkklokrypare. Inga underarter finns listade i Catalogue of Life.